# Kärleksagenterna
Kärleksagenterna var ett relations- och dejtingprogram som riktade sig till 9–12-åringar och började sändas i SVT1 15 november 2006. De fyra programledarna Elina, Ludvig, Mariam och Martin (senare ersatt av Odd) var 12–13 år gamla.
I programmet diskuterade programledarna kärleksrelaterade frågor och listade sina bästa tips till tittarna. Dessutom förekom olika utmaningar och tester som programledarna skulle genomföra. I varje program besökte de en kille eller tjej som hört av sig till programmet och bett om hjälp. Den fick berätta lite om sig själv och bjuda ut någon som den var intresserad av på en passande dejt. Programledarna intervjuade, stöttade samt gav små tips och råd vid sidan om.
Kärleksagenterna var nominerat i klassen "årets barnprogram" i Kristallen 2007 och tävlade i Nordiska barn-tv-festivalen i Ebeltoft i kategorin "samhällsprogram".